# Prelatura territoriale di Ayaviri
La prelatura territoriale di Ayaviri (in latino Praelatura Territorialis Ayaviriensis) è una sede della Chiesa cattolica in Perù suffraganea dell'arcidiocesi di Arequipa. Nel 2021 contava 162.400 battezzati su 188.865 abitanti. È retta dal vescovo Benigno Condori Chuchi, O.F.M.

## Territorio
La prelatura territoriale comprende le province di Melgar, Carabaya e in parte quella di Sandia nella regione peruviana di Puno.
Sede prelatizia è la città di Ayaviri, dove si trova la cattedrale di San Francesco d'Assisi.
Il territorio è suddiviso in 21 parrocchie.

## Storia
La prelatura territoriale è stata eretta il 30 luglio 1958 con la bolla Ex illis Dioecesibus di papa Pio XII, ricavandone il territorio dalla diocesi di Puno.
Il 3 aprile 2019 ha ceduto una porzione di territorio a vantaggio dell'erezione della prelatura territoriale di Santiago Apóstol de Huancané.

## Cronotassi dei vescovi
Si omettono i periodi di sede vacante non superiori ai 2 anni o non storicamente accertati.
- José Juan Luciano Carlos Metzinger Greff, SS.CC. † (30 luglio 1958 - 30 gennaio 1971 dimesso)
  - Sede vacante (1971-1991)
- Juan Godayol Colom, S.D.B. (4 dicembre 1991 - 18 febbraio 2006 dimesso)
- Kay Martin Schmalhausen Panizo, S.C.V. (18 febbraio 2006 - 7 aprile 2021 dimesso)
  - Sede vacante (2021-2024)[1]
- Benigno Condori Chuchi, O.F.M., dal 4 ottobre 2024

## Statistiche
La prelatura territoriale nel 2021 su una popolazione di 188.865 persone contava 162.400 battezzati, corrispondenti all'86,0% del totale.
| anno | popolazione | popolazione | popolazione | presbiteri | presbiteri | presbiteri | presbiteri                | diaconi | religiosi | religiosi | parrocchie |
| anno | battezzati  | totale      | %           | numero     | secolari   | regolari   | battezzati per presbitero | diaconi | uomini    | donne     | parrocchie |
| ---- | ----------- | ----------- | ----------- | ---------- | ---------- | ---------- | ------------------------- | ------- | --------- | --------- | ---------- |
| 1966 | 168.000     | 170.000     | 98,8        | 20         | 11         | 9          | 8.400                     |         |           | 7         | 15         |
| 1970 | 190.000     | 200.000     | 95,0        | 22         | 11         | 11         | 8.636                     |         | 11        | 14        | 31         |
| 1976 | 140.000     | 150.000     | 93,3        | 17         | 8          | 9          | 8.235                     |         | 9         | 10        | 31         |
| 1980 | 140.000     | 150.000     | 93,3        | 22         | 12         | 10         | 6.363                     |         | 10        | 10        | 31         |
| 1990 | 171.000     | 205.000     | 83,4        | 22         | 13         | 9          | 7.772                     |         | 9         | 35        | 31         |
| 1999 | 280.000     | 350.000     | 80,0        | 11         | 6          | 5          | 25.454                    |         | 7         | 33        | 37         |
| 2000 | 280.200     | 351.000     | 79,8        | 11         | 7          | 4          | 25.472                    |         | 6         | 23        | 40         |
| 2001 | 280.915     | 352.000     | 79,8        | 13         | 9          | 4          | 21.608                    |         | 6         | 29        | 42         |
| 2002 | 155.609     | 173.711     | 89,6        | 13         | 7          | 6          | 11.969                    |         | 11        | 27        | 25         |
| 2003 | 155.609     | 173.711     | 89,6        | 14         | 8          | 6          | 11.114                    |         | 8         | 24        | 35         |
| 2004 | 175.800     | 179.300     | 98,0        | 17         | 14         | 3          | 10.341                    |         | 4         | 24        | 30         |
| 2013 | 193.400     | 199.400     | 97,0        | 19         | 15         | 4          | 10.178                    |         | 7         | 16        | 32         |
| 2016 | 199.868     | 206.036     | 97,0        | 23         | 21         | 2          | 8.689                     |         | 4         | 16        | 32         |
| 2019 | 152.656     | 179.596     | 85,0        | 20         | 19         | 1          | 7.632                     |         | 2         | 20        | 21         |
| 2020 | 160.000     | 186.000     | 86,0        | 19         | 18         | 1          | 8.421                     |         | 4         | 15        | 22         |
| 2021 | 162.400     | 188.865     | 86,0        | 23         | 22         | 1          | 7.060                     |         | 3         | 15        | 21         |